# Uhlstädt-Kirchhasel
Uhlstädt-Kirchhasel település Németországban, azon belül Türingiában. Lakosainak száma 5514 fő (2023. december 31.).

## Népesség
A település népességének változása:
| Lakosok száma | 5865 | 5642 | 5595 | 5505 | 5514 |
|               | 2017 | 2020 | 2021 | 2022 | 2023 |